# Apogonia curtula
Apogonia curtula är en skalbaggsart som beskrevs av Louis Albert Péringuey 1892. Apogonia curtula ingår i släktet Apogonia och familjen Melolonthidae. Inga underarter finns listade i Catalogue of Life.